# Rabiu Ali
Rabiu Ali (né le 27 septembre 1980 au Kano) est un milieu de terrain de football nigérian qui joue pour le Kano Pillars. Il est l'actuel capitaine du Kano Pillars FC et est considéré comme un des plus grands joueurs du club et l'un des meilleurs joueurs de la Ligue nigériane.
Il joue pour Nasarawa United avant de rejoindre les Kano Pillars.

## Statistiques

### Buts internationaux[3]
| No | Date            | Stade                                        | Adversaire         | Score | Résultat                   | Compétition                                                         |
| -- | --------------- | -------------------------------------------- | ------------------ | ----- | -------------------------- | ------------------------------------------------------------------- |
| 1  | 15 janvier 2014 | Cape Town Stadium, Cape Town, Afrique du Sud | Mozambique         | 2–1   | 4–2                        | Championnat d'Afrique des nations de football 2014                  |
| 2  | 15 janvier 2014 | Cape Town Stadium, Cape Town, Afrique du Sud | Mozambique         | 3–2   | 4–2                        | Championnat d'Afrique des nations de football 2014                  |
| 3  | 25 janvier 2014 | Cape Town Stadium, Cape Town, Afrique du Sud | Maroc              | 3–2   | 4–3 après du temps en plus | Championnat d'Afrique des nations de football 2014                  |
| 4  | 19 août 2017    | Sani Abacha Stadium, Kano, Nigeria           | Bénin              | 1–0   | 2–0                        | Éliminatoires du Championnat d'Afrique des nations de football 2018 |
| 5  | 23 janvier 2018 | Stade Adrar, Agadir, Maroc                   | Guinée équatoriale | 3–1   | 3–1                        | Championnat d'Afrique des nations de football 2018                  |

## Palmarès
- Championnat du Nigeria : 2012, 2013, 2014

- Coupe du Nigeria : 2019